# 天海祐希
天海祐希（日语：／ Amami Yūki，1967年8月8日—），原名中野祐里（日语：／ Nakano Yuri），日本女演员，出生於東京都台東區上野，前寶塚歌劇團成员。2005年，主演日劇《女王的教室》播出後人氣急升，同年連奪個人演藝獎項。從《女王的教室》，《主播台女王》，《Around40》顯露出成熟逼真的演技，為亞洲區重要女演員之一。

## 風格特色
天海祐希予人良好、可靠的螢幕形象經常於日本各項「好感度」和「最佳上司」等投票調查中名列前茅，又因《女王的教室》一劇，使其在香港、台灣和中國大陸等亞洲區擁有大量影迷。並常在劇中飾演刑警、教師等具有專業背景素養的角色及題材。自2004年的《離婚女律師》至2019年，扣除客串與特別劇，天海祐希在參演的多部電視劇之中一共主演了十七部。

## 寶塚歌劇團時代
- 1985年，入讀寶塚音樂學校。
- 1987年，畢業，同年三月初演出《撒馬爾罕的紅玫瑰》的舞台劇。同年被分配至月組，同期生有姿月あさと、絵麻緒ゆう。
- 1987年11月，月組公演《Me And My Girl》，身為本劇的新人公演擔任主角比爾，成為寶塚歌劇團有史以來最早新人公演主演的團員。
- 1990年12月底，月組主演男役劍幸退團，由涼風真世接任，天海祐希同時升格為二番手男役，相比四期之上的久世星佳的升格為快。
- 1991年3月，升格後的第一套大劇場作品- 『ベルサイユのばら』－オスカル編（凡爾賽玫瑰-奧斯卡編）飾演安德烈。
- 1993年7月，月組主演男役涼風真世退團，天海祐希接任，由1987年初舞台至升任至主演男役只用了六年零四個月的時間，成為寶塚歌劇團有史以來最早成為主演男役的團員。
- 1993年9月，接任主演男役後的第一套大劇場作品（披露目）－『花扇抄／扉のこちら／ミリオン・ドリームズ』（花扇抄／門的一邊／百萬個夢）
- 1995年8月，月組公演Me And My Girl，天海祐希再度主演比爾，同時這套為天海祐希的退團作。
- 1995年12月26日，東京寶塚劇場公演Me And My Girl與搭檔麻乃佳世同時退團。

## 演出作品

### 舞台劇（寶塚歌劇團時期主要履历）
- 1987年 Me And My Girl（新人公演主演）
- 1988年 南の哀愁（南的哀愁）（新人公演主演）
- 1988年 恋と霧笛と銀時計（戀與霧笛與銀錶）（新人公演主演）
- 1989年 新源氏物語（新源氏物語）（新人公演主演）
- 1990年 大いなる遺産（徫大的遺產）（新人公演主演）
- 1990年 ロミオとジュリエット（Romeo and Juliet）（Bowhall）
- 1990年 川霧の橋（新人公演主演）
- 1991年 ベルサイユのばら-オスカル編（凡爾賽的玫瑰-奧斯卡篇）（二番手）
- 1991年 銀の狼/ブレイク・ザ・ボーダー！Silver Wolf /Break the Border!（二番手）
- 1991年 たとえばそれは瞳の中の嵐のように（譬如那瞳孔中的暴風雨一樣）（小劇場）
- 1992年 珈琲カルナバル（咖啡园）（二番手）
- 1992年 高照す日の皇子（小劇場）
- 1992年 パック（Puck!）（二番手）
- 1993年 ロスト・エンジェル Lost Angel（二番手 Bowhall）
- 1993年 グランドホテル Grand Hotel/Broadway Boys
- 1993年 花扇抄／扉のこちら／ミリオン・ドリームズ（花扇抄／門的一邊／百萬個夢）（Top披露目）（宝塚大劇場公演-9月17日-10月25日）
- 1993年 夢の10ｾﾝﾄ銀貨（梦的十分银币） - ベン役（宝塚Bowhall公演-11月12日-11月23日/日本青年館公演-2月5日-3月3日/愛知厚生年金会館公演-3月5日-3月9日）
- 1994年 風と共に去りぬ-ﾊﾞﾄﾗｰ編（亂世佳人）- ﾚｯﾄ･ﾊﾞﾄﾗｰ役（宝塚大劇場公演-1月1日-2月7日/東京宝塚劇場公演-4月4日-4月27日/地方公演-9月18日-10月10日）
- 1994年 TMPｽﾍﾟｼｬﾙ 夢まつり宝塚’94 - 宝塚大劇場公演-5月20日-5月21日）
- 1994年 エールの残照／TAKARAZUKA・オーレ！（（愛爾蘭的夕陽/TAKARAZUKA OLE!） 宝塚大劇場公演-6月24日-8月8日/東京宝塚劇場公演-11月2日-11月27日/地方公演-1995年4月13日-5月5日）
- 1994年 LE MISTRAL…鏡の中に消えた男…（消失在镜中的男人） - ﾐｯｼｪﾙ･ﾌﾞﾗｯｽｰﾙ役（ｼｱﾀｰ･ﾄﾞﾗﾏｼﾃｨ公演-12月23日-12月30日）
- 1995年 Beautiful Tomorrow（宝塚Bowhall公演- 3月12日-3月25日）
- 1995年 ハードボイルド・エッグ／EXOTICA！（硬煮蛋/EXOTICA）（東京宝塚劇場公演-6月2日-6月28日）
- 1995年 ’95 TCAｽﾍﾟｼｬﾙ ﾏﾆﾌｨｰｸ･ﾀｶﾗﾂﾞｶ - 宝塚大劇場公演-9月8日-9月9日）
- 1995年 ある日どこかで Somewhere in Time （時光倒流七十年）- ﾘﾁｬｰﾄﾞ･ｺﾘﾔｰ役（宝塚Bowhall公演10月14日-10月29日/日本青年館公演-11月2日-11月9日）
- 1995年 ミー・アンド・マイガール Me And My Girl- ﾋﾞﾙ役（宝塚大劇場公演-8月11日-9月25日/東京宝塚劇場公演-12月1日-12月26日）

### 舞台劇（1996年後）
- 1999年　MANUELA~燃燒的上海戀愛的女人
- 1999年　潘朵拉之鐘
- 1999年　天海祐希的PIETA～（單人舞台，一人分飾3角）
- 2003年 「オケピ![1]」出演 如月 役
- 2003年 「阿修羅城の瞳[2]」主演 闇のつばき 役
- 2007年　TAKE FLIGHT
- 2010年 「薔薇とサムライ」主演 女海賊のアンヌ・ザ・トルネード 役
- 2013年 「寡人拿破崙」
- 2014年 「蒼の乱」主演 蒼真(そうま) 役 (劇団☆新感線“いのうえ歌舞伎”)
- 2017年 「子供の事情」主演 大哥(アニキ) 役
- 2018年 「修羅天魔 ～髑髏城の七人 Season極」主演 極樂太夫((劇団☆新感線)
- 2018年 「偽作 盛開的櫻花樹林下」 (『贋作　桜の森の満開の下』) 演 オオアマ王子 役，1995年に宝塚歌劇団を退団して以降、23年ぶりに男役に挑戦することを明かした。
- 2021年 「レディ・マクベス（仮題）」主演 マクベス夫人 役
- 2022年  「広島ジャンゴ 2022」 主演　山本・ジャンゴ分飾二角
- 2022年 「薔薇とサムライ2 海賊女王の帰還」飾演アンヌ

### 電視劇
| 年份   | 電視台 | 劇名                                                          | 角色                           | 性質 |
| ------ | ------ | ------------------------------------------------------------- | ------------------------------ | ---- |
| 1996年 |        | 橋之雨                                                        | 江坂衣津子                     |      |
| 1996年 |        | 家族注意報                                                    | 川田步                         |      |
| 1997年 |        | Singles                                                       | 小野寺あさひ                   | 主演 |
| 1998年 |        | 大女生日记                                                    |                                |      |
| 1999年 |        | 恋爱诈欺师第一話                                              | 篠原裕美                       |      |
| 2000年 |        | 女檢死官                                                      | 頼口涼子                       | 主演 |
| 2001年 |        | 凍僵的獠牙                                                    | 音道貴子                       |      |
| 2001年 |        | 鬥陣美眉                                                      | 三井祥子                       |      |
| 2001年 |        | 水曜日的爱情                                                  | 佐倉愛                         |      |
| 2002年 |        | 利家与松                                                      | 阿春（佐佐成政之妻）           |      |
| 2002年 |        | 蔷薇的十字架                                                  | 高畑曉                         |      |
| 2003年 |        | 溥傑與王妃（流轉的王妃‧最後的皇弟）                           | 李香蘭                         |      |
| 2004年 |        | 離婚女律師                                                    | 間宮貴子                       | 主演 |
| 2004年 |        | 最后的礼物                                                    | 平木明日香                     | 主演 |
| 2005年 |        | 離婚女律師2                                                   | 間宮貴子                       | 主演 |
| 2005年 |        | 女王的教室                                                    | 阿久津真矢                     | 主演 |
| 2005年 |        | 女人一代記                                                    | 越路吹雪                       | 主演 |
| 2006年 |        | 廚房大戰                                                      | 香坂真琴                       | 主演 |
| 2006年 |        | 主播台女王                                                    | 椿木春香                       | 主演 |
| 2007年 |        | 演歌女王                                                      | 大河內向日葵                   | 主演 |
| 2007年 |        | 鮪魚                                                          | 坂崎夏海                       |      |
| 2008年 |        | Around40                                                      | 緒方聰子                       | 主演 |
| 2009年 |        | BOSS                                                          | 大澤絵里子                     | 主演 |
| 2009年 |        | 不毛地帶                                                      | 濱中紅子                       |      |
| 2010年 |        | 我家的歷史                                                    | 鬼塚千晶                       |      |
| 2010年 |        | GOLD                                                          | 早乙女悠里                     | 主演 |
| 2011年 |        | BOSS2                                                         | 大澤絵里子                     | 主演 |
| 2012年 |        | 青蛙公主                                                      | 倉坂澪                         | 主演 |
| 2012年 |        | 不結婚                                                        | 桐島春子（與菅野美穗共同主演） | 主演 |
| 2013年 |        | 女信長                                                        | 織田信長/御長                  | 主演 |
| 2013年 |        | 破案天才伽利略2                                               | 真柴綾音（最終章客串）         |      |
| 2013年 |        | 奧林匹克的贖金                                                | 笠原榮子                       |      |
| 2014年 |        | 緊急取調室                                                    | 真壁有希子                     | 主演 |
| 2014年 |        | 日本第一女社長                                                | 鈴木米                         | 主演 |
| 2015年 |        | 阿政                                                          | 川上一惠（客串第147話）        |      |
| 2015年 |        | 以我為名的變奏曲                                              | 美織レイ子                     | 主演 |
| 2015年 |        | 偽裝的夫婦                                                    | 嘉門ヒロ（嘉門尋）             | 主演 |
| 2016年 |        | Chef～三星級的營養午餐～                                      | 星野光子                       | 主演 |
| 2017年 |        | Byplayers                                                     | 天海祐希（本人、最終章客串）   |      |
| 2017年 |        | 緊急取調室2                                                   | 真壁有希子                     | 主演 |
| 2018年 |        | 培養天才的妻子~世界公認數學家與妻子的愛（页面存档备份，存于） | 美知                           | 主演 |
| 2018年 |        | 命案目睹記～臥鋪特急殺人事件                                  | 天乃瞳子                       | 主演 |
| 2018年 |        | 和不是A的你                                                   | 神崎京子                       | 主演 |
| 2019年 |        | 緊急取調室3                                                   | 真壁有希子                     | 主演 |
| 2019年 |        | 磯野家的人們～20年後的海螺小姐～                              | 河豚田海螺                     | 主演 |
| 2020年 |        | Top Knife 天才腦外科醫的條件                                  | 深山瑤子                       | 主演 |
| 2021年 |        | 小女侍                                                        | 箕輪悦子（客串第101話）        |      |
| 2021年 |        | 緊急取調室4                                                   | 真壁有希子                     | 主演 |
| 2023年 |        | STAND UP START                                                | 大岩洋子（客串第7話）          |      |
| 2023年 |        | 不可能合理～偵探・上水流涼子的解析～                          | 上水流涼子                     | 主演 |
| 2024年 |        | Believe－為你架起的橋梁－                                     | 狩山玲子                       |      |

### 电影
| 年份   | 片名                                     | 角色                |
| ------ | ---------------------------------------- | ------------------- |
| 1996年 | 聖誕啟示錄                               | 杉村葉子            |
| 1998年 | 迷離花劫（又名：迷霧）                   | 真砂                |
| 1999年 | 黑天使Vol.2                              | 米子                |
| 1999年 | 必殺! 三味線屋・勇次                     |                     |
| 2001年 | 犬神                                     | 坊之宮美希          |
| 2001年 | 連彈                                     | 佐佐木美奈子        |
| 2001年 | 柔軟的頰                                 | 森脇佳須美          |
| 2001年 | 千年之恋 光源氏物语                      | 光源氏              |
| 2004年 | 給天國的加油歌                           | 中尾静江            |
| 2004年 | 在世界中心呼喚愛                         | 朔太郎的上司 [客串] |
| 2005年 | 狗狗心事                                 | 美春                |
| 2007年 | 野球少年                                 | 原田真紀子          |
| 2007年 | 南方大作戰                               | 上原櫻              |
| 2008年 | 魔幻時刻                                 | 喪服女 [客串]       |
| 2008年 | 旭山動物園物語                           |                     |
| 2009年 | 膠片之戀                                 | 酒吧老闆娘          |
| 2009年 | 女神的報酬                               | 矢上紗江子          |
| 2009年 | 賭博默示錄                               | 遠藤凜子            |
| 2013年 | 清須会議                                 | 枝毛                |
| 2017年 | 戀妻家宮本                               | 宮本美代子          |
| 2017年 | 青春後空翻                               | 早乙女薰子          |
| 2017年 | 想變成奧田民生的男孩                     | 江藤美希子 [客串]   |
| 2019年 | 失憶的總理大臣                           | 西郷隆盛            |
| 2019年 | 最高の人生の見つけ方日本版               | 剛田マ子            |
| 2020年 | 賭博默示錄3 最終遊戲                     | 遠藤凜子            |
| 2020年 | 養老金都沒了啦                           | 後藤篤子            |
| 2021年 | Byplayers：如果100位名配角一起拍電影的話 | 天海祐希 [本人]     |
| 2023年 | 緊急取調室 THE FINAL                     | 真壁有希子          |

### 配音
- 1999年 埃及王子西坡拉（摩西之妻）
- 2008年 崖上的波妞（珂藍曼瑪蓮）
- 2011年 鋼鐵擂台（Bailey Tallet）
- 2015年 小小兵（斯嘉丽·杀人狂）
- 2016年 名偵探柯南 純黑的惡夢（庫拉索）
- 2017年 瑪麗與魔女的花（マダム・マンブルチューク）
- 2017年 雷神索爾3：諸神黃昏（海拉）
- 2026年 祈念之樹（柳澤千舟[3]）

### 紀錄片
| 年份   | 電視台    | 標題                              |
| ------ | --------- | --------------------------------- |
| 2012年 | NHK紀錄片 | 巴黎和女性-魅惑的新奧賽           |
| 2013年 | NHK紀錄片 | 西班牙熱情的女郎們                |
| 2015年 | NHK紀錄片 | 魔法王妃-英倫大地的女性們(倫敦篇) |

## 代言
| 年份   | 品牌        |              |
| ------ | ----------- | ------------ |
| 2016年 | Grand Seiko | 日本女錶代言 |
| 2019年 | Grand Seiko | 亞洲區代言   |

## 主持
| 年份   | 名稱         | 搭檔       |
| ------ | ------------ | ---------- |
| 2016年 | 日本唱片大賞 | 安住绅一郎 |
| 2016年 | SNACK曙橋    | 石田百合子 |
| 2017年 | 日本唱片大賞 | 安住紳一郎 |
| 2017年 | SNACK曙橋    | 石田百合子 |
| 2018年 | SNACK曙橋    | 石田百合子 |
| 2019年 | SNACK曙橋    | 石田百合子 |

## 獎項
| 年份   | 大賞名稱                                   | 獎項             | 作品                                   |
| ------ | ------------------------------------------ | ---------------- | -------------------------------------- |
| 1996年 | 第33回Golden Arrow演劇賞                   |                  |                                        |
| 1996年 | 第12回淺草藝能大賞                         | 獎勵賞           |                                        |
| 1997年 | 第20回日本電影金像獎                       | 新人賞           | 聖誕啟示錄                             |
| 1999年 | 1999年度第3回日刊體育報日劇大賞（7-9月期） | 主演女優賞       | NHK最美妙的對手                        |
| 2001年 | 西班牙奇幻影展                             | 最佳女主角       | 狗神                                   |
| 2001年 | 日刊體育報電影大賞                         | 助演女優賞       | 連彈                                   |
| 2001年 | 第44回藍絲帶電影賞                         | 主演女優賞       | 狗神                                   |
| 2001年 | 第44回藍絲帶電影賞                         | 主演女優賞       | 連彈                                   |
| 2001年 | 第44回藍絲帶電影賞                         | 主演女優賞       | 千年之戀                               |
| 2001年 | 第25回日本電影金像獎                       | 優秀助演女優賞   | 千年之戀                               |
| 2002年 | 第23回橫濱電影節                           | 主演女優賞       | 連彈                                   |
| 2002年 | 第23回橫濱電影節                           | 主演女優賞       | 狗神                                   |
| 2002年 | 第5回日刊體育日劇大賞                      | 助演女優賞       | 水曜日之情事                           |
| 2004年 | 第41回日劇學院賞 (2004-07-30)              | 最佳服裝造型     | 離婚女律師                             |
| 2004年 | 第42回日劇學院賞 (2004-11-05)              | 主演女優賞       | 最後的禮物                             |
| 2005年 | 第46回日劇學院賞 (2005-11-04)              | 主演女優賞       | 女王的教室                             |
| 2005年 | 第8回日刊體育日劇大賞                      | 主演女優賞       | 離婚女律師                             |
| 2006年 | 第49回日劇學院賞 (2006-08-02)              | 主演女優賞       | 主播台女王                             |
| 2006年 | 第9回日刊體育日劇大賞                      | 主演女優賞       | 女王的教室                             |
| 2006年 | 第43回Galaxy獎                             | 電視部門個人獎   | 女王的教室                             |
| 2006年 | 第43回Galaxy獎                             | 電視部門個人獎   | 離婚女律師2                            |
| 2006年 | 第43回Galaxy獎                             | 電視部門個人獎   | 越路吹雪～愛的生涯                     |
| 2006年 | 第43回Galaxy獎                             | 電視部門個人獎   | 廚房大戰                               |
| 2006年 | 第32回放送文化基金獎                       | 演員獎           | 女王的教室                             |
| 2009年 | 第61回日劇學院賞 (2009-07-22)              | 主演女優賞       | BOSS                                   |
| 2009年 | 第2回東京國際戲劇節                        | 主演女優賞       | BOSS                                   |
| 2010年 | 第13回日刊體育日劇大賞                     | 主演女優賞       | BOSS                                   |
| 2010年 | 第19回TV LIFE年間日劇大賞                  | 主演女優賞       | BOSS                                   |
| 2010年 | 第6回日劇年度大賞                          | 最優秀主演女優賞 | BOSS                                   |
| 2010年 | 第18回橋田獎                               |                  |                                        |
| 2011年 | 勝手演劇大賞                               | 最優秀主演女優賞 | 薔薇與武士                             |
| 2012年 | TVnavi Drama of the Year                   | 主演女優賞       | 青蛙公主                               |
| 2019年 | 勝手演劇大賞                               | 女優賞           | 骷髏城之七人～修羅天魔、盛開的櫻花森林 |
| 2020年 | 第43屆日本電影金像獎                       | 優秀助演女優賞   | 玩美人生                               |
| 2020年 | 淺草藝能賞                                 | 大賞             |                                        |
| 2021年 | 第34回日刊體育電影大賞                     | 主演女優賞       | 養老金都沒了啦！                       |
| 2022年 | 第45回日本電影金像獎                       | 優秀主演女優賞   | 養老金都沒了啦！                       |
| 2023年 | 第44回松尾藝能賞                           | 優秀賞           | 廣島Django、薔薇與武士2~海賊女王的歸還 |
| 2023年 | 第48回菊田一夫演劇賞                       | 演劇賞           | 廣島Django、薔薇與武士2~海賊女王的歸還 |
| 2024年 | 第28回日刊體育日劇大賞                     | 最佳女配角       | Believe－為你架起的橋樑－              |

## 外部連結
- 天海祐希オフィシャルサイト - YUKI AMAMI 官方網站（英文）（日語）
- 研音事務所官方的Facebook專頁（日語）
- 天海祐希在豆瓣上的资料（简体中文） （中文）